# Montaña Gana
Die Montaña Gana (in Argentinien Monte Candelaria) ist ein rund 1640 m hoher Berg an der Foyn-Küste des Grahamlands im Norden der Antarktischen Halbinsel. Er ragt 8 km nördlich der Mündung des Attlee-Gletschers in das Cabinet Inlet auf.
Chilenische Wissenschaftler benannten ihn nach Brigadegeneral Jorge Gana Eastman von der Fuerza Aérea de Chile, Teilnehmer an der 6. Chilenischen Antarktisexpedition (1951–1952). Der Hintergrund der argentinischen Benennung ist nicht überliefert.